# Ryon
Ryon est un groupe de reggae originaire du sud-ouest de la France.

## Histoire
Le groupe a sorti le 16 octobre 2020 son troisième album financé participativement sur Ulule et nommé Esperanza.

## Membres
- Camille : chant
- Loucas : guitare
- Pita : basse
- Flo : clavier
- Manu : batterie

### Anciens membres
- Bouyax : clavier
- Nico.  : guitare
- Djé : Basse

## Discographie

### Albums studio
- 2016 : Rêver
- 2018 : Zéphyr
- 2020 : Esperanza
- 2021 : Esperanza (Deluxe)
- 2024 : Rayonne